# Bahram II
Bahrām II, anche noto come Vahrām II (in medio persiano 𐭥𐭫𐭧𐭫𐭠𐭭) o Warahran II e italianizzato talvolta in Vararane II (... – 293), fu il quinto sovrano dell'impero sasanide, rimasto al potere dal 276 al 293.
Figlio e successore di Bahram I (al potere dal 271 al 274), Bahram II, ancora adolescente, salì al trono grazie all'aiuto dell'influente sacerdote zoroastriano Kartir, proprio come accaduto a suo padre.
Durante il suo regno dovette affrontare notevoli sfide, compresa una pericolosa ribellione a est guidata da suo fratello, il sovrano indo-sasanide Ormisda I Kushanshah, che assunse anch'egli, come Bahram II, il titolo di re dei re e, forse, presentò formali rivendicazioni al trono sasanide. In questo periodo si verificò anche un'altra insurrezione, guidata in quel caso dal cugino di Bahram Ormisda di Sakastan in Sakastan. In Khuzestan si verificò una rivolta capeggiata dalle frange zoroastriane guidate da un sommo sacerdote (mōbadh). L'imperatore romano Caro sfruttò la turbolenta situazione dell'Iran lanciando una campagna nei suoi possedimenti in Mesopotamia nel 283. Bahram II, che si trovava a est, non fu in grado di allestire un'adeguata difesa, con il risultato che probabilmente perse il controllo della sua capitale, Ctesifonte, in favore dei latini. Soltanto l'improvvisa morte di Caro, secondo quanto riferito avvenuta a seguito di un fulmine, comportò la ritirata dell'esercito romano. Tornato in Mesopotamia, alla fine del suo regno Bahram II strinse una pace con l'imperatore Diocleziano e sedò infine i disordini in Khuzestan e nell'est.
Nel Caucaso, Bahram II rafforzò l'autorità sasanide assicurando il trono dell'Iberia a Mirian III, un nobile iraniano del casato di Mehrān. Si ipotizza che Bahram II fu il primo sovrano sasanide ad aver coniato monete che raffiguravano i membri della sua famiglia. Patrocinò inoltre la realizzazione di numerose opere artistiche, specie nel campo della scultura, volte a esaltare antenati illustri della sua famiglia e membri dell'alta nobiltà. Gli successe suo figlio Bahram III, che dopo soli quattro mesi di regno, fu rovesciato da Narsete, figlio del secondo sovrano sasanide, Sapore I (regnante dal 240 al 270).

## Nome
Il suo nome teoforico "Bahram" è la versione in persiano moderno di quella pahlavi Warahrān (riportato anche come Wahrām), che deriva dall'antico iranico Vṛθragna. L'equivalente in avestano era Verethragna, il nome dell'antico dio iranico della vittoria, mentre la versione in partico era *Warθagn. Il nome è stato traslitterato in greco come Baranes, mentre la versione armena è Vahagn/Vrām. Bahram è attestato inoltre in georgiano come Baram e in latino come Vararanes.

## Biografia

### Origini

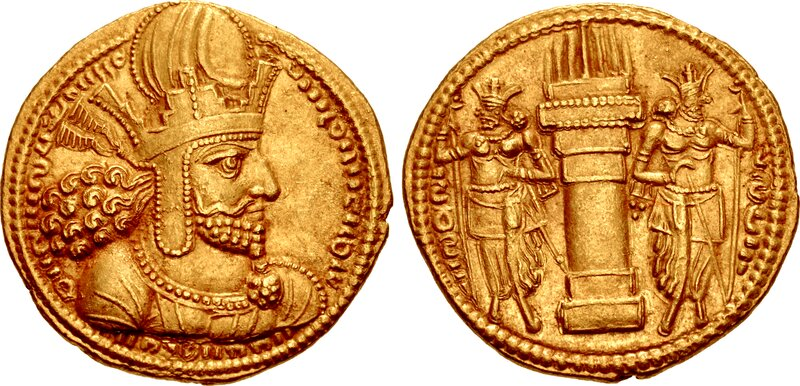
Dinaro d'oro di Sapore I

Bahram II era il figlio maggiore di Bahram I (regnante dal 271 al 274), il quarto re (scià) della dinastia sasanide e nipote dell'eminente scià Sapore I (r. 240-270). I Sasanidi avevano soppiantato il regno dei Parti capeggiati dagli Arsacidi come sovrani dell'Iran nel 224, quando Ardashir I, bisnonno di Bahram II, sconfisse e uccise il suo ultimo monarca Artabano IV (r. 213-224) nella battaglia di Hormozdgan. Un terminus post quem per la nascita di Bahram II è il 262 circa, poiché quella è la data riportata dalla Res gestae divi Saporis, che menziona il resto della famiglia reale tranne lui. Suo padre, Bahram I, sebbene fosse il figlio maggiore di Sapore I, non era considerato un candidato papabile per la successione, probabilmente a causa delle umili origini di sua madre, che era una regina minore o forse una concubina. Sapore I morì nel 270 e gli successe suo figlio Ormisda I, il quale regnò soltanto per un anno prima di morire. Bahram I, grazie all'ausilio del potente sacerdote zoroastriano Kartir, riuscì ad accedere al trono. In seguito, strinse un accordo con suo fratello Narsete, il quale accettò di rinunciare alla sua pretesa sulla massima carica in cambio del governatorato dell'importante provincia di frontiera dell'Armenia, che fu costantemente fonte di conflitti tra i romani e i Sasanidi. È tuttavia probabile che, nonostante questo accordo, Narsete considerasse Bahram alla stregua di un usurpatore.

### Governatorato e ascesa

Mappa delle province sudorientali sasanidi (corrispondenti alle attuali regioni dell'Iran orientale, dell'Afghanistan occidentale e del Pakistan occidentale

Bahram amministrò per breve tempo il governo delle province sudorientali del Sakastan, dell'Indo e del Turgistan, in passato gestite da Narsete. Il Sakastan era lontano dalla corte imperiale di Ctesifonte e, fin dalla sua conquista da parte dei Sasanidi, si rivelò un'area difficile da gestire sotto il suo controllo. Per tale ragione, si decise di convertire la provincia in un regno vassallo e di cederne l'amministrazione ai principi della famiglia sasanide, la quale deteneva il titolo di sakanshah ("re dei Saka"). Il regno di Bahram I durò per poco tempo, essendo terminato nel settembre 274 in occasione della sua dipartita. Bahram II, ancora in giovane età, gli succedette in veste di scià, venendo probabilmente aiutato da Kartir a salire al trono al posto di Narsete. Una simile decisione probabilmente stupì e irritò Narsete, il quale deteneva il titolo di Vazurg Šāh Arminān ("Grande re d'Armenia"), usato dall'erede al trono.
La salita al potere di Bahram II è raccontata dallo storico iraniano medievale Ṭabarī:

### Regno

#### Guerre

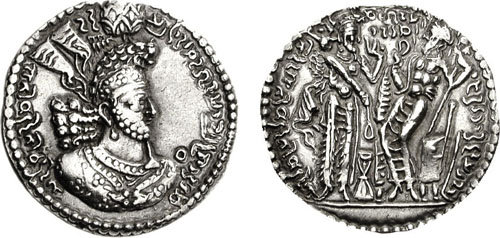
Dracma di Ormisda I Kushanshah

Bahram II incontrò notevoli sfide durante il suo mandato. Suo fratello Ormisda I Kushanshah, che governava la parte orientale dell'impero (cioè il territorio degli Indo-sasanidi), si ribellò apertamente contro di lui. Ormisda I Kushanshah fu il primo sovrano indo-sasanide a coniare monete con l'iscrizione «Ormisda, il grande re dei re Kusana» anziché il classico titolo «grande re Kusana». Il sovrano indo-sasanide, che in quel momento rivendicò il titolo di re dei re originariamente impiegato anche dall'impero Kusana, dimostra per l'iranologo Khodadad Rezakhani una «transizione degna di nota» nell'ideologia e nella percezione di sé indo-sasanide e forse una disputa diretta con il ramo dominante della famiglia sasanide. Ormisda I Kushanshah fu sostenuto nel suo percorso dagli abitanti di parte delle regioni del Sakastan, del Gilan e del Kusana. Un'altra rivolta si verificò anche in Sakastan, guidata dal cugino di Bahram II Ormisda di Sakastan, che si pensava corrispondesse a Ormisda I Kushanshah. Tuttavia, secondo Khodadad Rezakhani, questa ricostruzione non dovrebbe godere di alcun credito. Allo stesso tempo, in Khuzestan si verificò una rivolta guidata da un sommo sacerdote (mōbadh), che ne comportò la perdita del controllo da parte dell'autorità centrale della regione.
Nel frattempo, l'imperatore romano Caro, avendo appreso della guerra civile che stava travagliando l'impero sasanide, scelse di approfittare della situazione avviando una campagna nell'impero nel 283. Egli invase la Mesopotamia mentre Bahram II si trovava a est, riuscendo ad assediare persino la capitale sasanide Ctesifonte senza incontrare una grossa resistenza. I Sasanidi, a causa delle gravi vicissitudini interne legate alle insurrezioni, non poterono allestire un'adeguata difesa coordinata; è possibile che Caro e il suo esercito furono altresì in grado di penetrare le mura di Ctesifonte. In maniera assolutamente inattesa, Caro morì poco tempo dopo mentre era in corso la campagna, stando a quanto riferito dopo essere stato colpito da un fulmine o da un morbo incurabile. A seguito di questo evento, i guerrieri romani si ritirarono e la Mesopotamia fu riconquistata dai Sasanidi.

#### Politica religiosa
I precedenti scià sasanidi, incluso Bahram II, avevano perseguito una politica di tolleranza religiosa nei confronti delle minoranze non zoroastriane nell'impero. Pur ammirando gli insegnamenti della propria religione e incoraggiando il clero zoroastriano, già Sapore I (r. 241-270) consentì a ebrei, cristiani, buddisti e indù di praticare liberamente le proprie fedi. Bahram II, come suo padre, accolse con grande favore l'influente sacerdote zoroastriano Kartir. Vedendolo alla stregua di un mentore, gli conferì diversi onori, tra cui il grado di spicco nella nobiltà sasanide di wuzurgan e nominandolo giudice supremo (dadwar) di tutto impero, circostanza la quale implica che da quel momento in poi i sacerdoti avrebbero ricoperto l'ufficio di giudice. Inoltre, Kartir ricevette il compito di amministrare il tempio del fuoco di Anahita a Istakhr, che in passato ricadeva sotto la gestione della famiglia sasanide. I monarchi sasanidi persero così gran parte della loro autorità religiosa nell'impero. Già con il sostegno di Bahram I, Kartir e gli altri sacerdoti gettarono le basi per rendere lo zoroastrismo la religione di Stato; l'assegnazione delle cause giudiziarie e la persecuzione delle minoranze religiose consentirono di agevolare il processo.
L'ascesa del clero zoroastriano viene confermata da fonti affiliate a quel credo religioso. Secondo lo storico moderno Parvaneh Pourshariati «non è chiaro, tuttavia, in che misura le dichiarazioni di Kartir riflettano l'effettiva attuazione [delle politiche di persecuzione religiosa], o comunque il successo, delle misure che si suppone abbia promosso». Ad avvalorare questa ricostruzione va segnalato che fonti ebraiche e cristiane, per esempio, non menzionano alcuna rappresaglia religiosa avvenuta durante questo periodo.

#### Consolidamento dell'impero

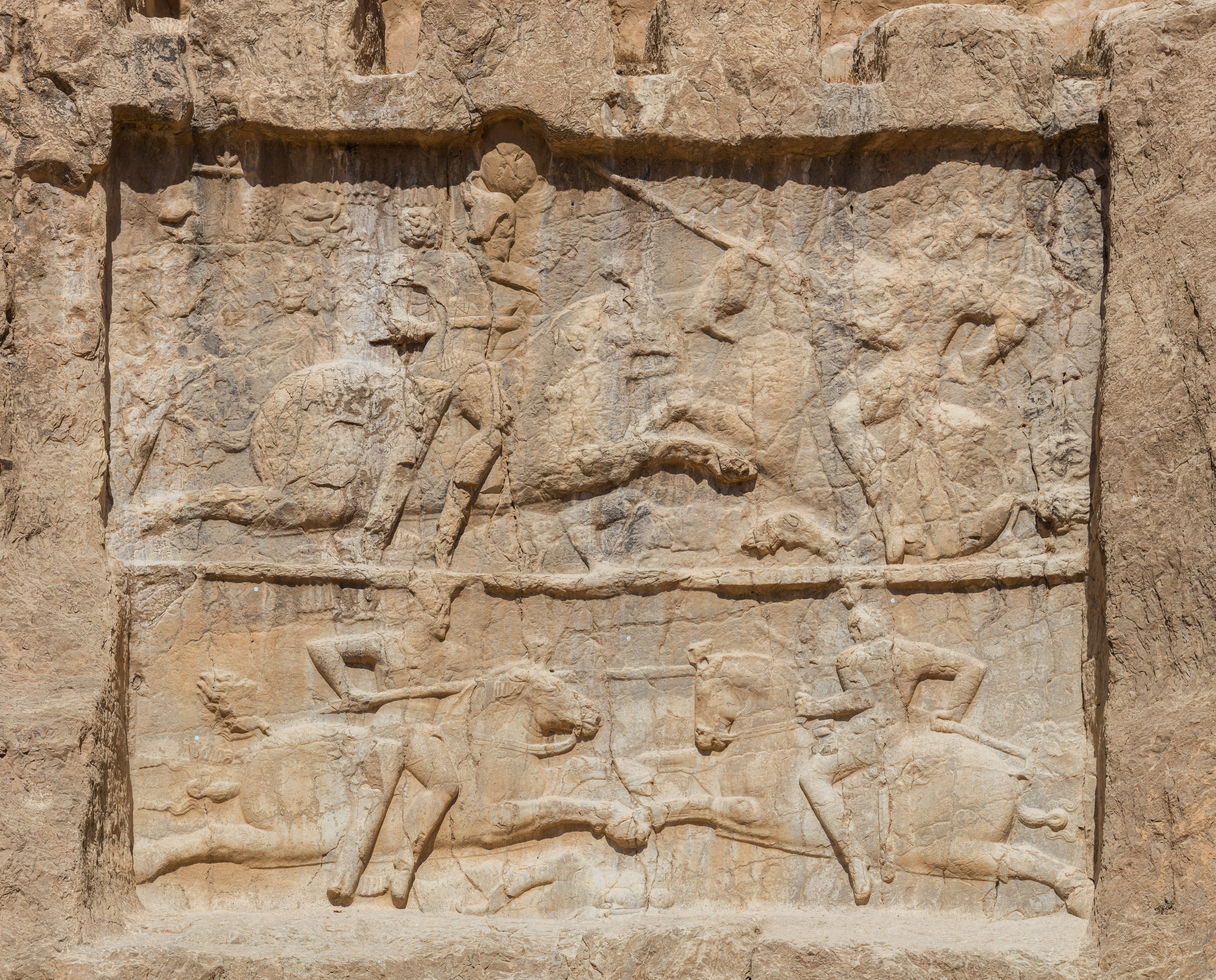
La vittoria di Bahram II sull'imperatore romano Caro è raffigurata nella sezione superiore; il successo su Ormisda I Kushanshah è invece raffigurato nel riquadro inferiore di Naqsh-e Rostam

Secondo alcuni storici, la versione relativa alla ritirata improvvisa sarebbe frutto della propaganda romana, volta a nascondere la sconfitta di Caro e di suo figlio Numeriano per mano del sovrano sasanide e la conseguente morte del primo. L'anno successivo Bahram II stipulò una pace con i romani, il cui imperatore era divenuto nel frattempo Diocleziano: l'accordo aveva lo scopo di consentire a Bahram di risolvere i problemi interni al suo dominio. Stando a quanto riferito, i termini della pace prevedevano una spartizione dell'Armenia tra i due imperi, con la sezione occidentale che sarebbe stata governata dal principe filo-romano Arsacidi Tiridate III, mentre la restante parte maggiore da Narsete. Tuttavia, questa ripartizione è ritenuta non veritiera dalla storica moderna Ursula Weber, la quale sostiene che contrasti con il resoconto fornito da altre fonti e che molto probabilmente i sasanidi preservarono il controllo totale dell'Armenia fino alla successiva pace di Nisibis del 299. Nello stesso anno, Bahram II si assicurò il trono dell'Iberia elevando al comando Mirian III, un nobile iranico del casato di Mehrān, una delle sette grandi casati dell'Iran.
Il motivo era rafforzare l'autorità sasanide nel Caucaso e sfruttare la posizione della capitale iberica Mtskheta come ingresso agli importanti passi attraverso la grande catena montuosa locale. Si trattò di una questione che assunse grande rilevanza per Bahram II, che presumibilmente si recò di persona a Mtskheta per assicurarsi l'ascesa al potere di Mirian III. In seguito, spedì uno dei suoi uomini fidati di nome Mirvanoz (anche lui un meranide) in Georgia al fine di agire come reggente di Mirian III, che allora aveva sette anni. Dopo il matrimonio di Mirian III con Abeshura (figlia del precedente sovrano iberico Aspacure), 40.000 «guerrieri e cavalieri esperti» sasanidi furono successivamente di stanza nell'Iberia orientale, Albania caucasica e Gugark. Nell'Iberia occidentale, 7.000 cavalieri sasanidi furono inviati a Mtskheta per salvaguardare Mirian III.
Al momento della morte di Bahram II nel 293, le rivolte in oriente erano state soppresse, con il suo figlio ed erede Bahram III che era stato nominato governatore del Sakastan, ricevendo il titolo di sakanshah ("Re dei Saka"). Dopo la morte di Bahram II, Bahram III, contro la propria volontà, andò proclamato scià a Pars da un gruppo di nobili guidati da Wahnam e sostenuti da Adurfarrobay, governatore del Maishan. Dopo quattro mesi al potere, tuttavia, fu rovesciato da Narseh, che fece giustiziare Wahnam. La linea di successione passò così in capo a Narsete, i cui discendenti continuarono a governare l'impero fino alla caduta nel 651.

## Monete

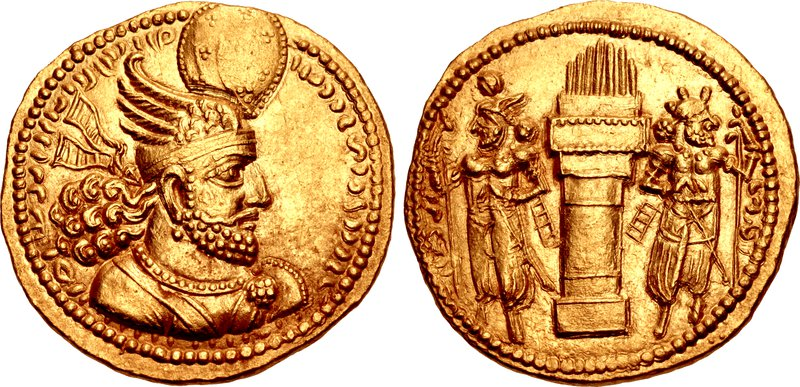
Dinaro d'oro di Bahram II prodotto alla zecca di Herat

A partire da Bahram II, tutti gli scià sasanidi sono raffigurati con orecchini sulle proprie monete. È il primo scià ad avere le ali sulla corona, un riferimento al dio alato Verethragna. Come i suoi predecessori (con l'eccezione di Ardashir I e Sapore I, le cui iscrizioni erano leggermente diverse), l'iscrizione di Bahram II sulla sua moneta recitava «il divino Bahram adoratore di Mazda, re di re degli Iran(ici) e dei non Iran(ici), la cui immagine/splendore proviene dagli dei».
Diversi generi di monete furono coniati durante il regno di Bahram II, di cui uno lo riproduce da solo, un altro al fianco di una figura femminile, un terzo assieme a un giovane senza barba che indossa una tiara voluminosa (un copricapo noto anche come mediana) e, infine, un quarto che ritrae sia Bahram II, sia la figura femminile sopraccitata sia il giovane imberbe. La figura femminile indossa un copricapo diverso su alcune delle copie numismatiche scoperte, a volte in compagnia di un cinghiale, di un grifone, di un cavallo o di un'aquila. Il significato preciso e sotteso alla base di queste variazioni resta avvolto nel mistero, considerando che le informazioni relative ai personaggi non vengono fornite dalle iscrizioni. Il giovane senza barba è generalmente associato al principe ereditario Bahram III, mentre la figura femminile è solitamente etichettata ricondotta alla moglie di Bahram II Shapurdukhtak, regina e sua cugina. Se la supposizione fosse corretta, ciò renderebbe Bahram II il primo (e ultimo) scià ad avere coniato delle monete con sopra riportati i membri della sua famiglia. Secondo l'iranologo Touraj Daryaee, «si tratta di una caratteristica interessante di Bahram II, in quanto si preoccupava molto di lasciare un ritratto della sua famiglia che, tra l'altro, ci fornisce delle informazioni sulla corte e sulla concezione persiana di banchetto reale (bazm)». Lo storico moderno Jamsheed Choksy ha tentato di ricondurre la figura femminile a personalità illustri quali la dea Anahita, mentre il giovane senza barba a Verethragna. La croce dovrebbe invece mostrare, in maniera pressoché incontrovertibile, il tradizionale altare del fuoco con i due servitori che lo sorvegliano.

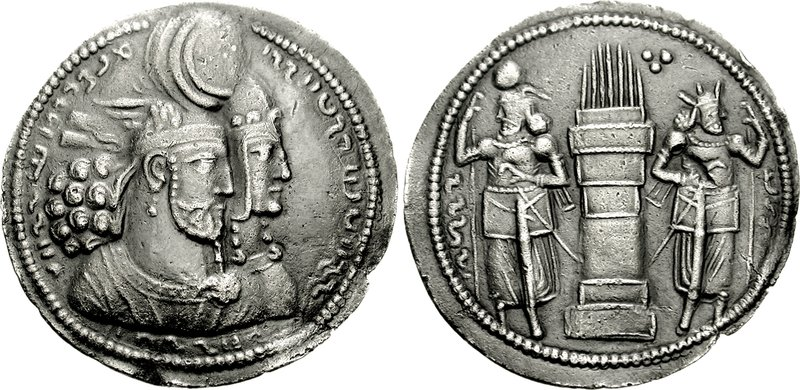
Dracma di Bahram II con la sua regina Shapurdukhtak
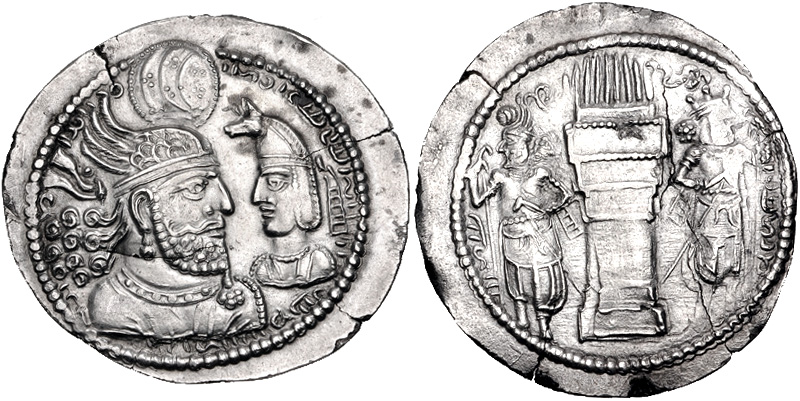
Dracma di Bahram II con suo figlio ed erede Bahram III
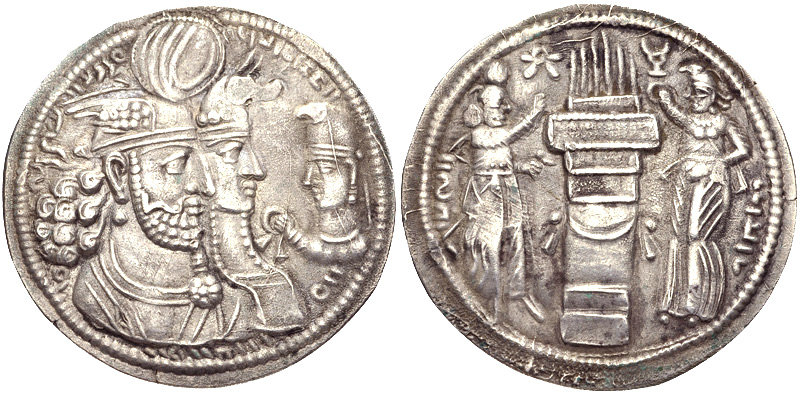
Dracma di Bahram II con Shapurdukhtak e Bahram III

## Opere artistiche

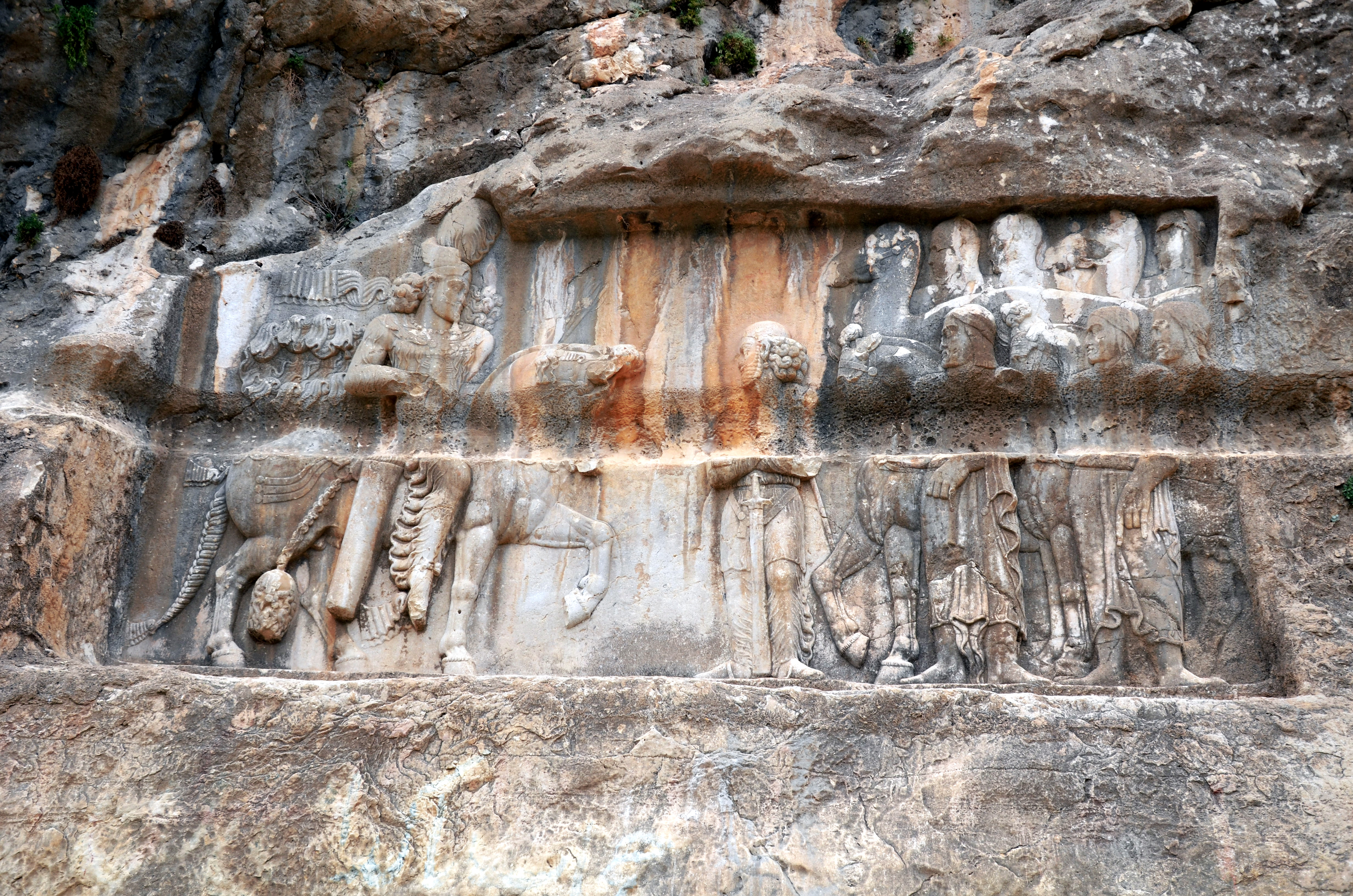
Il bassorilievo di Bishapur che ritrae Bahram II a cavallo mentre raggiunge un gruppo di ambasciatori, presumibilmente arabi

Sono varie le sculture nella roccia che ritraggono Bahram II o che furono scolpite durante il suo mandato; una di esse si trova a Guyom, 27 km a nord-ovest di Shiraz, dove Bahram viene ritratto in piedi da solo. Un altro bassorilievo si trova a Sar Mashhad, a sud di Kazerun, che raffigura Bahram alla stregua di un cacciatore vittorioso che ha appena ucciso un leone mentre lancia la sua spada contro un altro. La sua regina Shapurdukhtak tiene la sua mano destra in segno di salvaguardia, mentre Kartir e un'altra figura, molto probabilmente un principe, stanno guardando. Il sito è stato oggetto di diversi studi finalizzati a ricostruirne i significati simbolici e metaforici, ma molto probabilmente si suppone che ritragga una semplice dimostrazione di coraggio reale durante una battuta di caccia. Un'iscrizione relativa al sacerdote Kartir è presente sotto il sollievo. Un terzo lavoro si trova a Sarab-e Bahram, vicino a Nurabad e 40 km a nord di Bishapur, e raffigura Bahram II di fronte, con Kartir e Papak, il governatore dell'Iberia, alla sua sinistra, e altri due nobili alla sua destra.
Un quarto bassorilievo, situato a Bishapur, ritrae Bahram a cavallo di fronte a un nobile iranico intento a scortare un gruppo di sei uomini dai lineamenti arabi; questi ultimi portano con sé con cavalli e dromedari, presumibilmente a titolo di tributo. Non è noto quale evento storico immortali esattamente la scena. Una quinta opera scultorea, stavolta situata a Naqsh-e Rostam, ritrae Bahram II in piedi mentre è circondato dai suoi familiari e dai suoi cortigiani; alla sua sinistra ci sono le sculture di Shapurdukhtak, un principe, il principe ereditario Bahram III, Kartir e Narsete. Alla sua destra sono presenti altre tre sculture, di cui una ritrae il principe Papag di Istakhr (...-210) e le altre due un paio di aristocratici.
Un sesto bassorilievo, raffigurante un combattimento equestre, è stato realizzato direttamente sotto la tomba del famoso re dei re achemenide Dario il Grande (r. 522-486 a.C.). Il lavoro si sviluppa in due riquadri: quello superiore raffigura la guerra di Bahram II contro Caro, considerata alla stregua di una vittoria; quello inferiore raffigura le lotte combattute tra Bahram II e Ormisda I Kushanshah. Un settimo bassorilievo, situato a Tang-e (o Sarab-e) Qandil, raffigura una scena di investitura divina, con Bahram II che riceve un fiore da Anahita. Bahram II ordinò inoltre di completare due bassorilievi rupestri a Barm-e Delak: il primo raffigura Bahram II intento a donare un fiore a Shapurdukhtak; il secondo raffigura il sovrano che compie un gesto di carità mentre offre un diadema da un cortigiano.

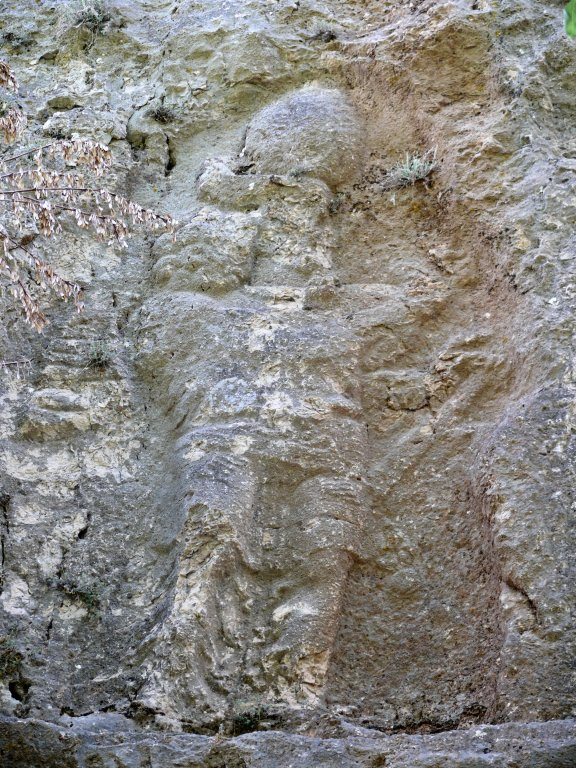
Rilievo rupestre di Bahram II a Guyom
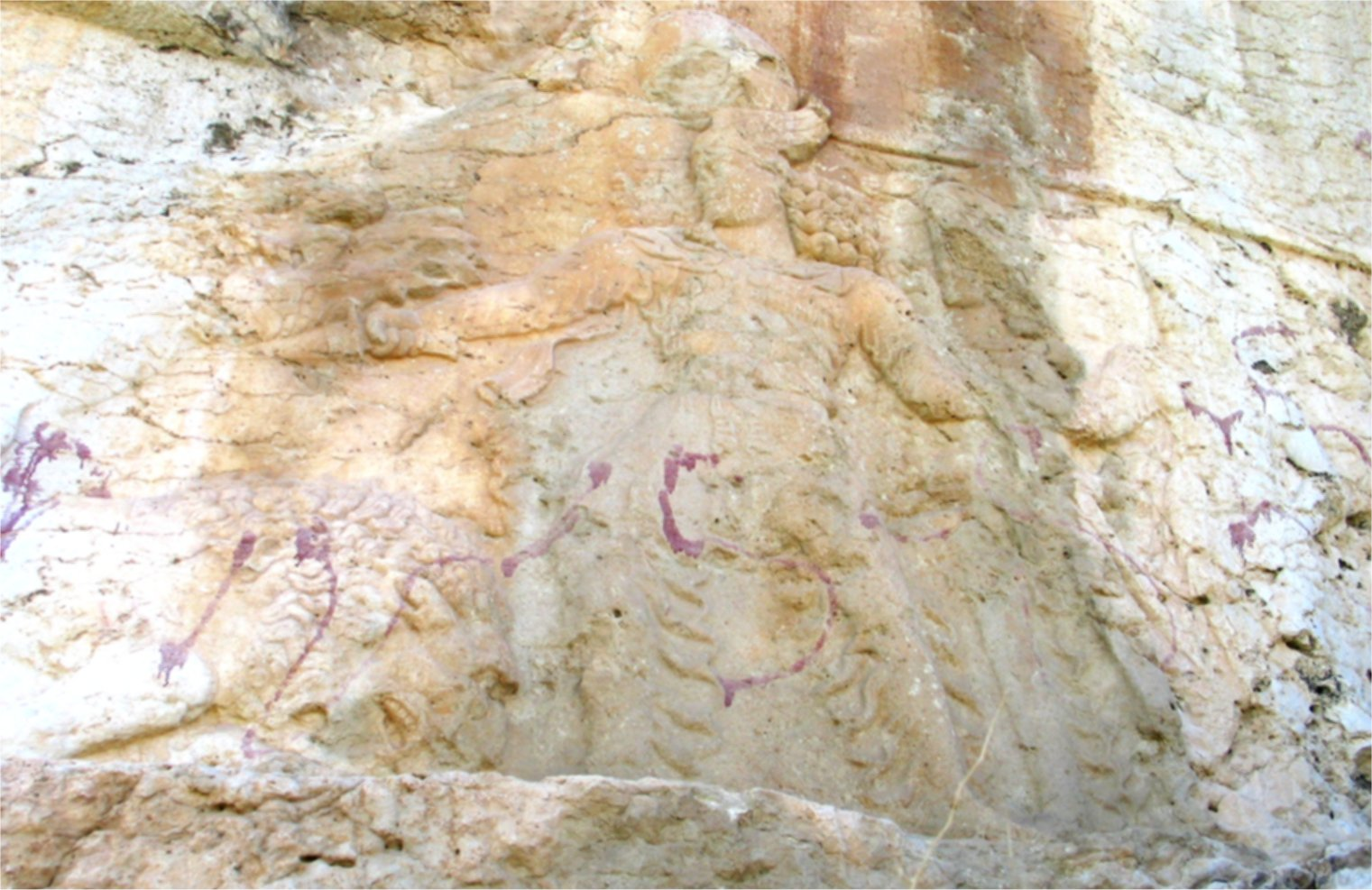
Rilievo rupestre a Sar Mashhad che mostra Bahram II mentre uccide due leoni
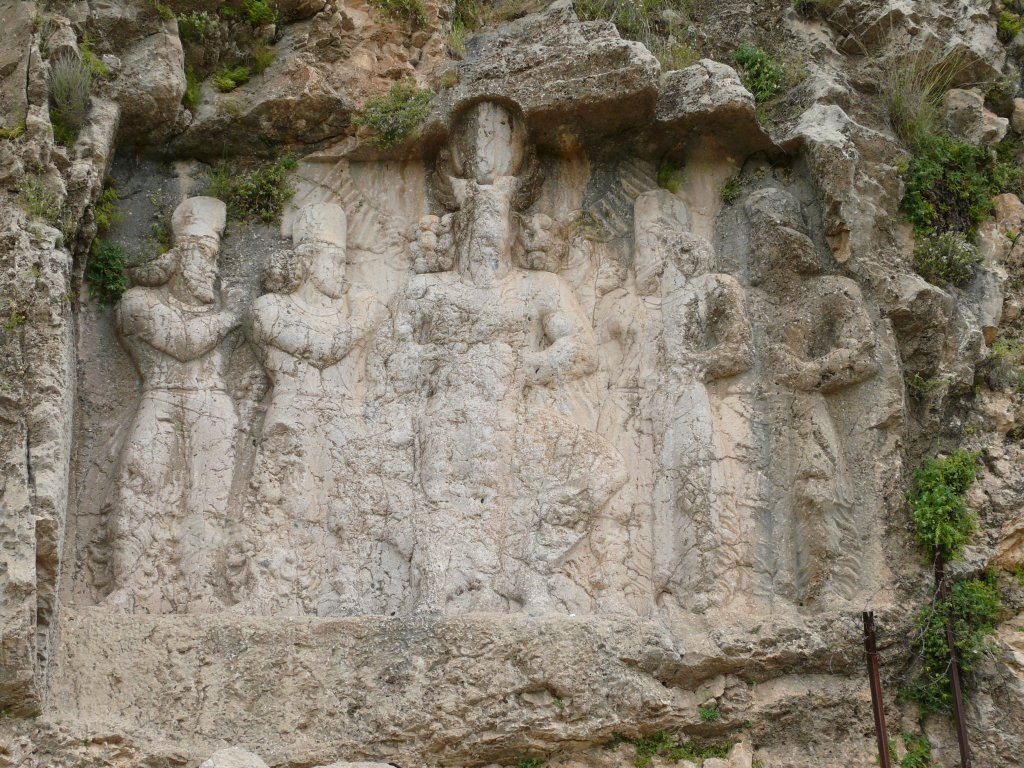
Il bassorilievo di Sarab-e Bahram del sovrano sasanide circondato da due aristocratici, da Kartir e dal governatore dell'Iberia Papak sono alla sua sinistra
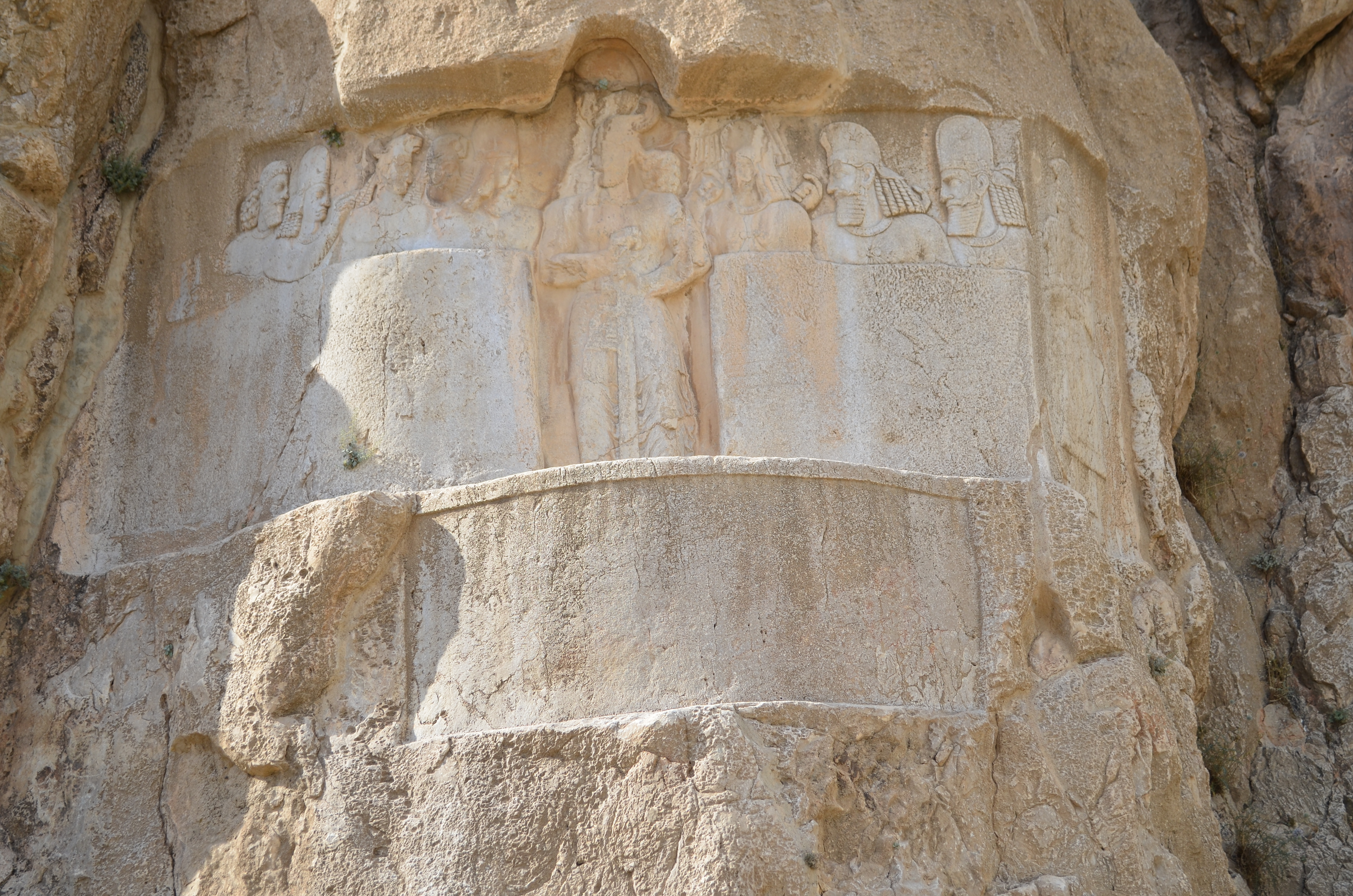
Scena di corte a Naqsh-e Rostam
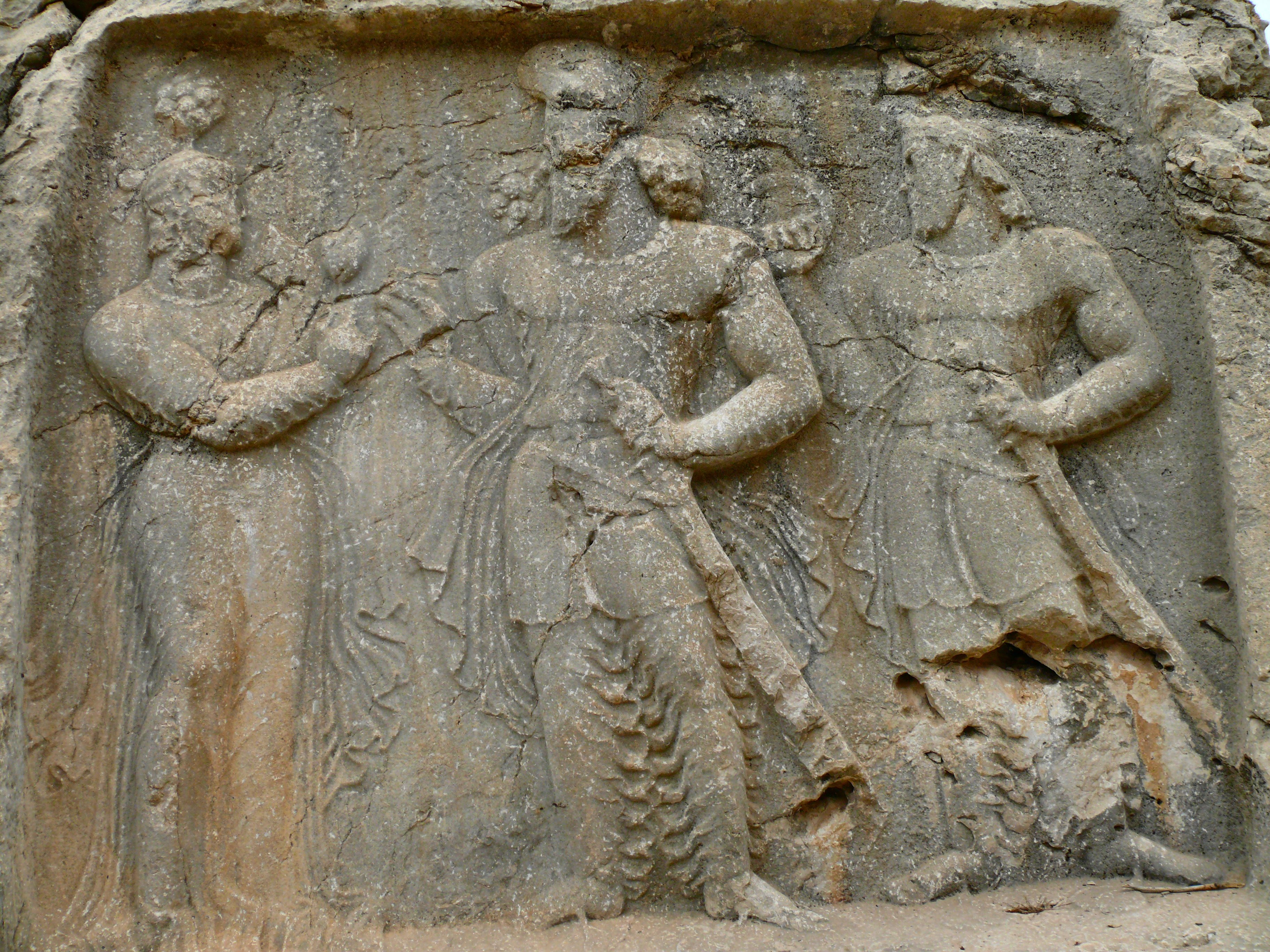
Il lavoro di Tang-e (o Sarab-e) Qandil, raffigurante una scena di investitura divina con Bahram II che riceve un fiore dalla dea Anahita
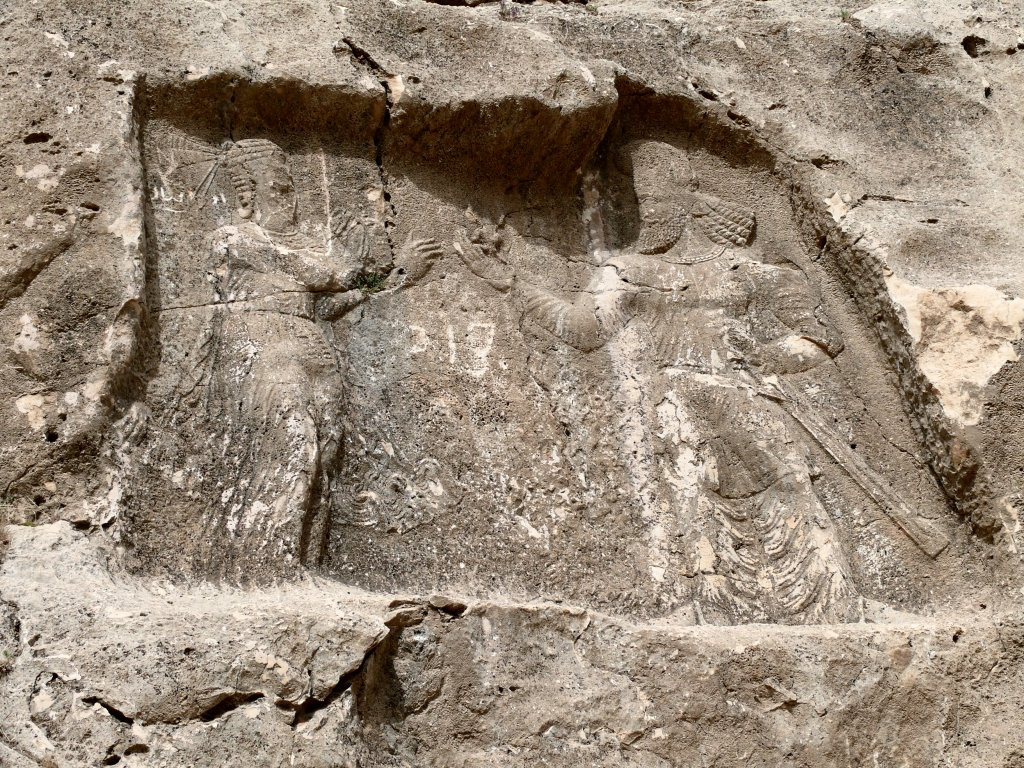
Primo bassorilievo di Barm-e Delak di Bahram II che regala un fiore a Shapurdukhtak
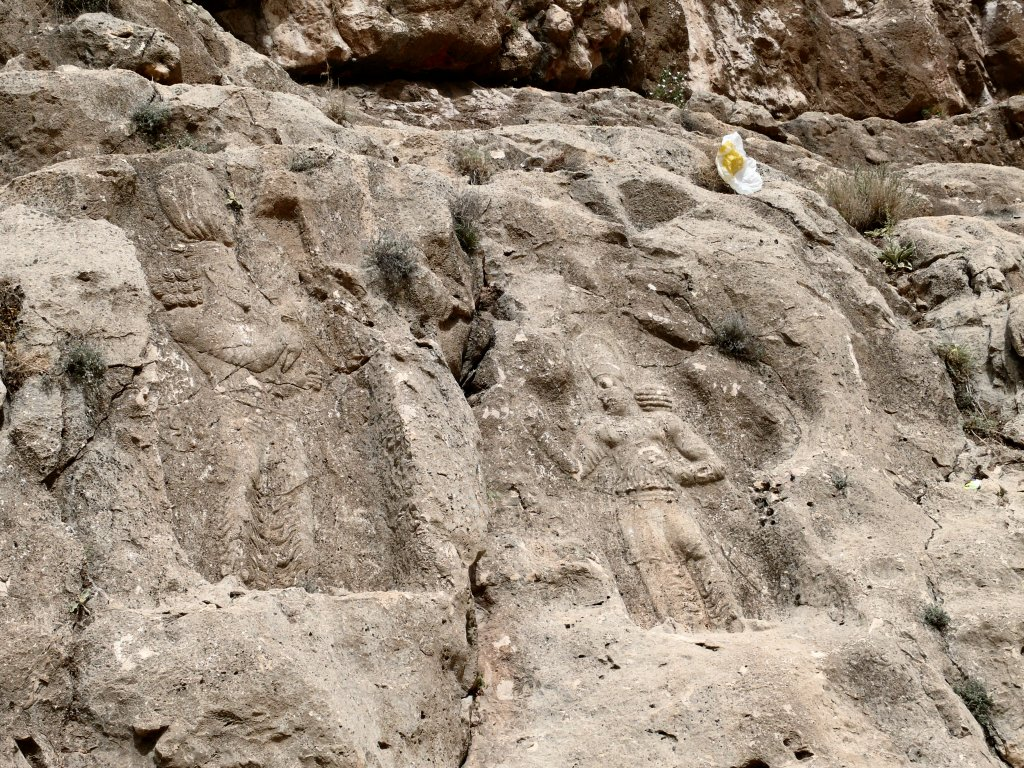
Secondo bassorilievo Barm-e Delak di Bahram II che compie un gesto di carità mentre offre un diadema a un cortigiano

## Rilevanza storica
Durante il regno di Bahram II, l'arte nell'Iran sasanide fiorì, specie con riferimento ai ritratti dello scià e dei suoi cortigiani. Fu inoltre il primo e unico scià a ordinare la raffigurazione di una donna sulle sue monete, eccezion fatta per la regina sasanide del VII secolo Boran (r. 630-630; 631-632). Lo storico moderno Matthew P. Canepa definisce Bahram II uno scià relativamente malleabile, le cui carenze permisero a Kartir di aspirare al raggiungimento di cariche assai prestigiose. Dal punto di vista militare, tuttavia, Bahram II si rivelò un generale valido, in quanto pose fine ai disordini in Khuzestan e nell'est e scacciò i romani dalla Mesopotamia, anche se non si sa se la morte di Caro gli agevolò il compito. Secondo Daryaee e Rezakhani, si potrebbe sostenere che il regno di Bahram II fu caratterizzato «da stabilità e una crescente consapevolezza di se stessi per l'amministrazione sasanide».

### Esplicative
1. ↑  In medio persiano: Mazdēsn bay Warahrān šāhān šāh Ērān ud Anērān kēčihr az yazdān: Schindel (2013), p. 836.
2. ↑  Il culto di Anahita era popolare sotto gli Achemenidi e i Sasanidi (Choksy (1989), p. 131) con la dea che veniva riconosciuta divinità protettrice della dinastia sasanide: Choksy (1989), p. 119.

### Bibliografiche
1. 1 2 3  AA.VV. (1988), pp. 514-522.
2. ↑  Wiesehöfer (2018), pp. 193-194.
3. ↑  Rapp (2014), p. 203.
4. ↑  Martindale, Jones e Morris (1971), p. 945.
5. 1 2  Daryaee e Rezakhani (2017), p. 157.
6. 1 2  Shahbazi (2005).
7. ↑  Rapp (2014), p. 28.
8. ↑  Frye (1984), p. 303.
9. 1 2 3 4  Weber (2016).
10. ↑  Frye (1983), p. 127.
11. 1 2 3 4 5 6 7 8 9 10 11 12 13 14 15 16 17 18 19 20 21 22 23 24 25  Shahbazi (1988), pp. 514-522.
12. 1 2  Frye (1984), pp. 303-304.
13. ↑  Lukonin (1983), pp. 729-730.
14. 1 2  Christensen (1993), p. 229.
15. 1 2 3  Skjærvø (2011), pp. 608-628.
16. 1 2 3 4 5 6 7 8  Daryaee (2014), p. 11.
17. ↑  Bosworth (1999), p. 46.
18. 1 2 3 4 5  Shahbazi (2004).
19. ↑  Rezakhani (2017), pp. 81-82.
20. 1 2 3  Rezakhani (2017), p. 81.
21. ↑  Daryaee (2014), pp. 11-12.
22. 1 2 3 4  Daryaee (2014), p. 12.
23. 1 2  Potter (2013), p. 26.
24. ↑  Kia (2016), p. 234.
25. ↑  Daryaee (2014), p. 76.
26. 1 2  Pourshariati (2008), p. 348.
27. ↑  Payne (2015), p. 24.
28. ↑   Santo Mazzarino, Antico, tardoantico ed era costantiniana, Bari, Edizioni Dedalo, 1980,  p. 68, ISBN 88-220-0514-7.
29. 1 2 3  Rapp (2014), pp. 243-244.
30. ↑  Toumanoff (1969), p. 22.
31. ↑  Rapp (2014), p. 247.
32. ↑  Klíma (1988), pp. 514-522.
33. ↑  Schindel (2013), p. 832.
34. ↑  Schindel (2013), p. 829.
35. ↑  Schindel (2013), p. 836.
36. ↑  Shayegan (2013), p. 805.
37. 1 2  Curtis e Stewart (2008), pp. 25-26.
38. 1 2 3  Schindel (2013), p. 831.
39. 1 2 3  Curtis e Stewart (2008), p. 26.
40. 1 2  Canepa (2013), p. 864.
41. ↑  Brosius (2000).
42. ↑  Canepa (2013), p. 862.
43. ↑  Daryaee (2018).
44. ↑  Kia (2016), p. 235.
45. ↑  Daryaee e Rezakhani (2016), p. 29.